# گروسدربنیتس
گروسدربنیتس (به آلمانی: Großdrebnitz) یک منطقهٔ مسکونی در آلمان است که در بیشوفزوردا واقع شده‌است. گروسدربنیتس  ۸۸۳ نفر جمعیت دارد.